# منتخب كوريا الجنوبية لسباعيات الرغبي للسيدات
منتخب كوريا الجنوبية لسباعيات الرغبي للسيدات هو ممثل كوريا الجنوبية الرسمي في المنافسات الدولية في سباعيات الرغبي للسيدات .